# 1473 Ounas
1473 Ounas eller 1938 UT är en asteroid upptäckt 22 oktober 1938 av den finske astronomen Yrjö Väisälä vid Storheikkilä observatorium. Asteroiden har fått sitt namn efter älven Ounasjoki i Finland.